# Risto Jussilainen
Risto Jussilainen (Jyväskylä, 10 giugno 1975) è un ex saltatore con gli sci finlandese.

## Biografia
In Coppa del Mondo esordì il 5 dicembre 1992 a Falun (40°), ottenne il primo podio il 28 novembre 1999 a Kuopio (2°) e la prima vittoria nella gara a squadre di Hakuba del 25 gennaio 2000.
In carriera ha preso parte a due edizioni dei Giochi olimpici invernali, Salt Lake City 2002 (18° nel trampolino lungo, 2° nella gara a squadre), a quattro dei Campionati mondiali, vincendo tre medaglie d'argento, e a due dei Mondiali di volo (10° a Harrachov 2002 il miglior risultato).

## Palmarès

### Olimpiadi
- 1 medaglia:
  - 1 argento (gara a squadre a Salt Lake City 2002)

### Mondiali
- 3 medaglie:
  - 3 argenti (gara a squadre dal trampolino normale, gara a squadre dal trampolino lungo a Lahti 2001; gara a squadre dal trampolino lungo a Oberstdorf 2005)

### Mondiali juniores
- 1 medaglia:
  - 1 oro (gara a squadre a Harrachov 1993)

### Coppa del Mondo
- Miglior piazzamento in classifica generale: 3º nel 2001
- 28 podi (16 individuali, 12 a squadre):
  - 9 vittorie (2 individuali, 7 a squadre)
  - 10 secondi posti (6 individuali, 4 a squadre)
  - 9 terzi posti (8 individuali, 1 a squadre)

#### Coppa del Mondo - vittorie
| Data             | Località   | Nazione   | Trampolino                                                                           |
| ---------------- | ---------- | --------- | ------------------------------------------------------------------------------------ |
| 25 gennaio 2000  | Hakuba     | Giappone  | Hakuba K120 (con Janne Ahonen, Ville Kantee e Jani Soininen)                         |
| 4 marzo 2000     | Lahti      | Finlandia | Salpausselkä K116 (con Ville Kantee, Jani Soininen e Janne Ahonen)                   |
| 2 febbraio 2001  | Willingen  | Germania  | Mühlenkopf K120 (con Ville Kantee, Matti Hautamäki e Jani Soininen)                  |
| 3 marzo 2001     | Oberstdorf | Germania  | Heini Klopfer K185                                                                   |
| 17 marzo 2001    | Planica    | Slovenia  | Letalnica K185 (con Veli-Matti Lindström, Tami Kiuru e Jussi Hautamäki)              |
| 24 novembre 2001 | Kuopio     | Finlandia | Puijo K120                                                                           |
| 9 dicembre 2001  | Villach    | Austria   | Villacher Alpenarena K90 (con Veli-Matti Lindström, Toni Nieminen e Matti Hautamäki) |
| 2 marzo 2002     | Lahti      | Finlandia | Salpausselkä K116 (con Matti Hautamäki, Veli-Matti Lindström e Janne Ahonen)         |
| 23 marzo 2002    | Planica    | Slovenia  | Letalnica K185 (con Matti Hautamäki, Veli-Matti Lindström e Janne Ahonen)            |